# You'll Be Mine (Party Time)
«You'll Be Mine (Party Time)» es una canción de Gloria Estefan, lanzada como el segundo sencillo de su séptimo álbum de estudio Destiny, en 1996.

## Historia de la canción
La canción es una pista de baile con fuertes ritmos africanos y se convirtió en una de las canciones más populares de Estefan. Desde su aparición en 1996, la canción ha estado presente en todas las giras de Gloria Estefan, ya que sigue siendo un favorito entre los fanáticos. En el Reino Unido, la mezcla de radio Classic Paradise de Love To Infinity fue la versión preferida reproducida por las estaciones de radio, incluida Radio 1.
Estefan y Stevie Wonder colaboraron para una presentación especial de esta canción en el Super Bowl XXXIII Halftime Show en 1999, la presentación recibió una gran ovación y les dio a los dos cantantes un impulso en las ventas en los álbumes que los dos cantantes estaban promoviendo en ese momento.
Este sencillo fue lanzado dos veces en Francia; en su primer lanzamiento, alcanzó el puesto número 15 en las listas nacionales, pero en el segundo lanzamiento, la canción alcanzó el puesto número diecisiete. La canción ha sido utilizada dos veces en el programa de televisión británico Strictly Come Dancing para la salsa, una vez en un baile de la serie 7 de Natalie Cassidy y nuevamente en la serie 10 por Fern Britton.

## Posicionamiento
| Lista                                               | Posición más alta |
| --------------------------------------------------- | ----------------- |
| Alemania (Media Control AG)                         | 84                |
| España (AFYVE)                                      | 18                |
| Estados Unidos (Billboard Hot 100)                  | 70                |
| Estados Unidos (Bubbling Under Hot 100 Singles)     | 2                 |
| Estados Unidos (Hot Singles Sales)                  | 64                |
| Estados Unidos (Hot Dance Club Play)                | 2                 |
| Estados Unidos (Hot Dance Music/Maxi-Singles Sales) | 14                |
| Europa (Eurochart Top 100)                          | 64                |
| Finlandia                                           | 20                |
| Francia (EPC 663541)                                | 15                |
| Francia (EPC 664416 6)                              | 17                |
| Islandia (Íslenski Listinn Topp 40)                 | 24                |
| Japón (Japanese Singles Chart)                      | 86                |
| Reino Unido (UK Singles Chart)                      | 18                |
| Suecia (Sverigetopplistan)                          | 36                |